# Chiconamel (kommun)
Chiconamel är en kommun i Mexiko.   Den ligger i delstaten Veracruz, i den sydöstra delen av landet, 210 km norr om huvudstaden Mexico City. Antalet invånare är 6 811. Arean är 133 kvadratkilometer.
Terrängen i Chiconamel är platt åt nordväst, men åt sydost är den kuperad.
Följande samhällen finns i Chiconamel:
- Romantla
- El Mirador
- Mohuijco
- Aguapani
- El Cepillo
- Taltamaya
- La Cuchilla Cuatolol
- El Rincón